# محوطه بایمله زیفل ۱
محوطه بایمله زیفل ۱ مربوط به عصر مس - مفرغ است و در شهرستان ایلام، بخش مرکزی، دهستان چنار باشی، روستای زیفل واقع شده و این اثر در تاریخ ۲۶ اسفند ۱۳۸۷ با شمارهٔ ثبت ۲۶۰۲۶ به‌عنوان یکی از آثار ملی ایران به ثبت رسیده است.